# 浅井町 (滋賀県)
浅井町（あざいちょう）は、かつて滋賀県の北東部に置かれていた町。東浅井郡に属した。
2006年2月13日、長浜市、びわ町と合併して新しく長浜市となり消滅した。

## 地理
自然が豊かな町である。
- 河川：草野川、姉川
- 山：金糞岳（滋賀県第2位の高さの山）

## 歴史

### 町名の由来
町名の由来は郡の名前が東浅井郡であり、その昔浅井長政の領地であったことから。伊香郡に西浅井町があったが、本町とは隣接していない。

### 沿革
- 1935年（昭和10年）11月3日 - 谷坂トンネルが開通する。
- 1954年（昭和29年）10月1日 - 湯田村・田根村・下草野村・七尾村が合併して浅井町が発足する。
- 1956年（昭和31年）5月3日 - 上草野村を編入する。
- 1994年（平成6年）4月12日 - ウェントワース町（オーストラリア）と姉妹都市提携。
- 2004年（平成16年） - 町制50周年。
- 2006年（平成18年）2月13日 - 長浜市・びわ町と合併し改めて長浜市が発足、同日浅井町廃止。

### 系譜
- 浅井町

```
湯田村　━━━━━┓
                　┃
田根村　━━━━━┣━ 浅井町 ━━━━━━━━━━━ 浅井町　━━━━━━━ 長浜市へ
　　　　　　　　　┃（昭和29年10月1日） 　┃ (昭和31年5月3日)　　　　(平成18年2月13日)
七尾村　━━━━━┃　　　　　　　　　　　┃
　　　　　　　　　┃　　　　　　　　　　　┃
下草野村━━━━━┃　　　　　　　　　　　┃
　　　　　　　　　　　　　　　　　　　　　┃
上草野村━━━━━━━━━━━━━━━━━━

```

## 行政
行政区分
小学校の学区が行政区分となり、湯田学区、田根学区、下草野学区、七尾学区、上草野学区の5地区に分かれている。
小選挙区
衆議院の小選挙区は「滋賀県第2区」。
マスコットキャラクター
お市の方にちなんだ「お市ちゃん」が町のマスコットキャラクターとなっている。

## 姉妹都市
- ウェントワース町（オーストラリア）
  - 1994年（平成6年）4月12日：姉妹都市提携

## 教育
幼稚園
- 浅井町立あざい幼稚園（大依）

小学校
- 浅井町立浅井西小学校（内保）（現長浜市立湯田小学校）
- 浅井町立浅井北小学校（野田）（現長浜市立田根小学校）
- 浅井町立浅井中部小学校（当目）（現長浜市立下草野小学校）
- 浅井町立浅井南小学校（佐野）（現長浜市立七尾小学校）
- 浅井町立浅井東小学校（野瀬）（現長浜市立上草野小学校）

中学校
- 浅井町立浅井中学校（内保）
  - 浅井町立浅井東中学校は2001年（平成13年）度末をもって廃校。浅井中学校と統合。廃校にあたり、つのだ☆ひろが、生徒が作成した詞に作曲をした。

## 交通

### 鉄道
町内に鉄道路線なし。
- 最寄り駅は、虎姫駅（虎姫町）または長浜駅もしくは河毛駅。

### 道路
- 国道365号

## 観光・レクレーション施設
- 須賀谷温泉
- 高山キャンプ場
- バーデあざい（健康パーク）
- 今荘ぶどう園
- 西池野鳥ふれあいの家（渡り鳥飛来地）
- 金糞岳ハイキングコース
- 浅井能楽資料館（力丸）
- 五先賢の館（北野）
- お市の里（浅井町歴史民俗資料館）（大依）
- 桜並木（内保）。2001年草野川堤防沿い450mに56本の桜を植樹 同年11月に残り150mに20本を植樹。

## 史跡・文化財
- 姉川の古戦場（姉川の戦い参照。野村・三田）
- 近江孤蓬庵（上野）
- 大吉寺と大吉寺跡（野瀬）
- 醍醐寺（醍醐）
- 珀清寺（瓜生）
- 曹洞宗実宰院（平塚）
- 岡高神社（北ノ郷）
- 湯次神社（大路）
- 波久奴神社（高畑）

## イベント
- 1月上旬 - 3月上旬 浅井盆梅展
- 8月下旬 あっぱれ祭り
  - あっぱれ祭りが始まる前は、浅井総踊りが開催されていた。祭りの際には、浅井音頭が流れ、唄は角川博であった。
- 9月15日 大吉寺虫供養
- 10月10日 お市マラソン（お市の方に擬えたマラソン大会）
  - ハーフマラソン、5km、3km。谷川真理を招待するなどゲストランナーにも力を入れている

## 本社を置く主な企業
- セネファ

## 特産品
- もぐさ
- 谷口杉
- 有機メロン
- ぶどう
- 山まゆ